# Calvin de Haan
Calvin de Haan (* 9. Mai 1991 in Carp, Ontario) ist ein kanadischer Eishockeyspieler, der seit März 2025 bei den New York Rangers in der National Hockey League (NHL) unter Vertrag steht. Zuvor verbrachte der Verteidiger sieben Jahre bei den New York Islanders, drei Jahre bei den Chicago Blackhawks sowie und spielte jeweils kurzzeitig für die Carolina Hurricanes, Tampa Bay Lightning und Colorado Avalanche.

## Karriere

### Ontario Hockey League

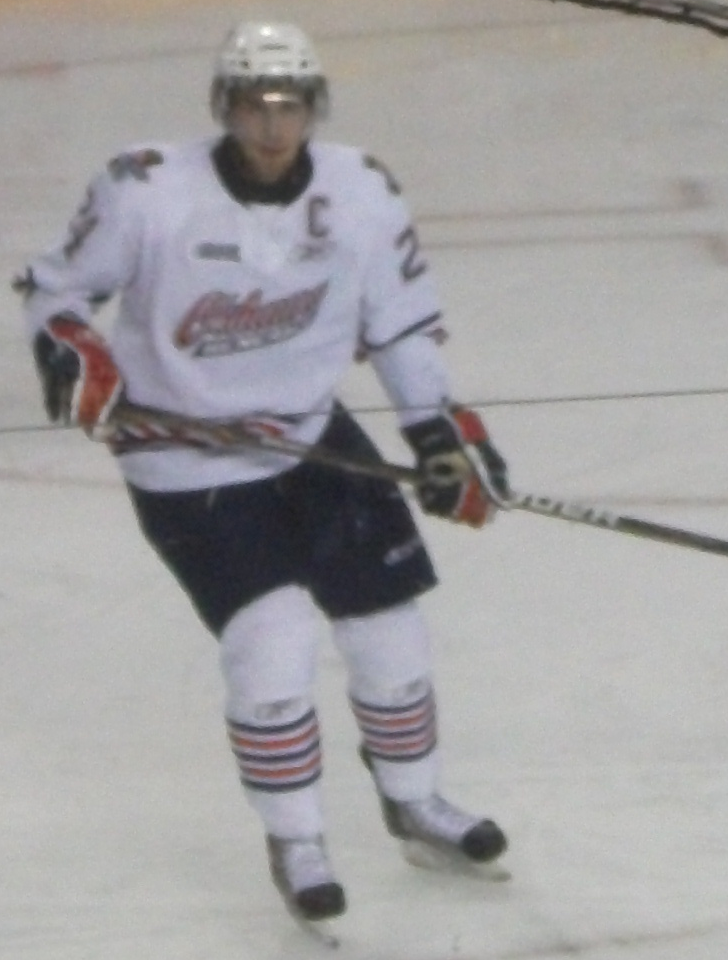
De Haan im Trikot der Oshawa Generals (2011).

Calvin de Haan wurde im Mai 2007 bei der Priority Selection der Ontario Hockey League (OHL) von den Oshawa Generals in der dritten Runde an insgesamt 50. Position ausgewählt. Der Abwehrspieler absolvierte daraufhin eine Spielzeit bei einem unterklassigen Juniorenteam, bevor er zu Beginn der OHL-Saison 2008/09 in den Kader der Generals aufrückte. De Haan beendete seine Rookie-Saison in der OHL mit insgesamt 63 Scorerpunkten in 68 absolvierten Partien, was ihm eine Nominierung in das OHL-All-Rookie-Team dieser Spielzeit einbrachte. Zudem nahm er am OHL All-Star-Classic sowie am Top Prospects Game der Canadian Hockey League teil. Im Anschluss an die Saison wurde der Abwehrspieler beim NHL Entry Draft 2009 in der ersten Runde an insgesamt 12. Position von den New York Islanders ausgewählt.
Anschließend kehrte Calvin de Haan für zwei weitere Spielzeiten zu den Oshawa Generals zurück. Die Saison 2009/10 war für den Verteidiger nach 34 Spielen beendet, da er sich nach einem Sturz einer Schulteroperation unterziehen musste. Am 1. Mai 2010 unterschrieb de Haan einen Einstiegsvertrag bei den New York Islanders. In der darauffolgenden OHL-Spielzeit wurde er zum Mannschaftskapitän der Oshawa Generals ernannt. Die Mannschaft erreichte erstmals seit der Saison 2007/08 wieder die Play-offs; dort unterlagen die Generals in der zweiten Runde den Niagara IceDogs.

### Karriere als Profispieler
De Haan nahm vor Beginn der NHL-Saison 2011/12 am Trainingslager der Islanders teil, wurde jedoch nicht für das finale Team nominiert und zu New Yorks Farmteam Bridgeport Sound Tigers in die American Hockey League (AHL) geschickt. Im Dezember 2011 wurde er in den NHL-Kader der Islanders berufen, da das Team auf Grund zahlreicher Verletzungen nicht ausreichend Abwehrspieler zur Verfügung hatte. Am 15. Dezember debütierte de Haan beim Spiel der Islanders gegen die Dallas Stars schließlich in der National Hockey League. Nach dieser Partie wurde er zurück zu den Sound Tigers geschickt. Nach drei Spieltagen der AHL-Saison 2012/13 verletzte sich de Haan bei der Partie der Sound Tigers gegen die Wilkes-Barre/Scranton Penguins an der linken Schulter schwer, wodurch er für den gesamten Rest der Spielzeit ausfiel.
Im Laufe der folgenden Jahre etablierte sich de Haan im NHL-Aufgebot der Islanders, bis sein auslaufender Vertrag nach der Saison 2017/18 nicht verlängert wurde. Infolgedessen unterzeichnete er im Juli 2018 als Free Agent einen Vierjahresvertrag bei den Carolina Hurricanes, der ihm ein durchschnittliches Jahresgehalt von 4,55 Millionen US-Dollar einbringen soll. Bereits nach einer Spielzeit wurde der Kanadier jedoch im Juni 2019 gemeinsam mit Aleksi Saarela zu den Chicago Blackhawks transferiert. Als Kompensation erhielten die Hurricanes das schwedische Duo Anton Forsberg und Gustav Forsling. In Chicago war der Verteidiger in der Folge bis zum Ende der Saison 2021/22 aktiv, bevor sein auslaufender Vertrag nicht verlängert wurde. Im Rahmen der Vorbereitung auf die Spielzeit 2022/23 schloss er sich vorerst probeweise erneut den Carolina Hurricanes an, die ihn im Oktober 2022 schließlich mit einem festen Einjahresvertrag ausstatteten. Ebenfalls als Free Agent wechselte er in weiterer Folge im Juli 2023 zu den Tampa Bay Lightning, ebenso wie im Juli 2024 zur Colorado Avalanche. Die Avalanche wiederum gab ihn im Februar 2025 samt Juuso Pärssinen, einem Zweitrunden- sowie einem Viertrunden-Wahlrecht im NHL Entry Draft 2025 an die New York Rangers ab. Im Gegenzug wechselten Ryan Lindgren, Jimmy Vesey und die Rechte an Hank Kempf nach Colorado.

### International

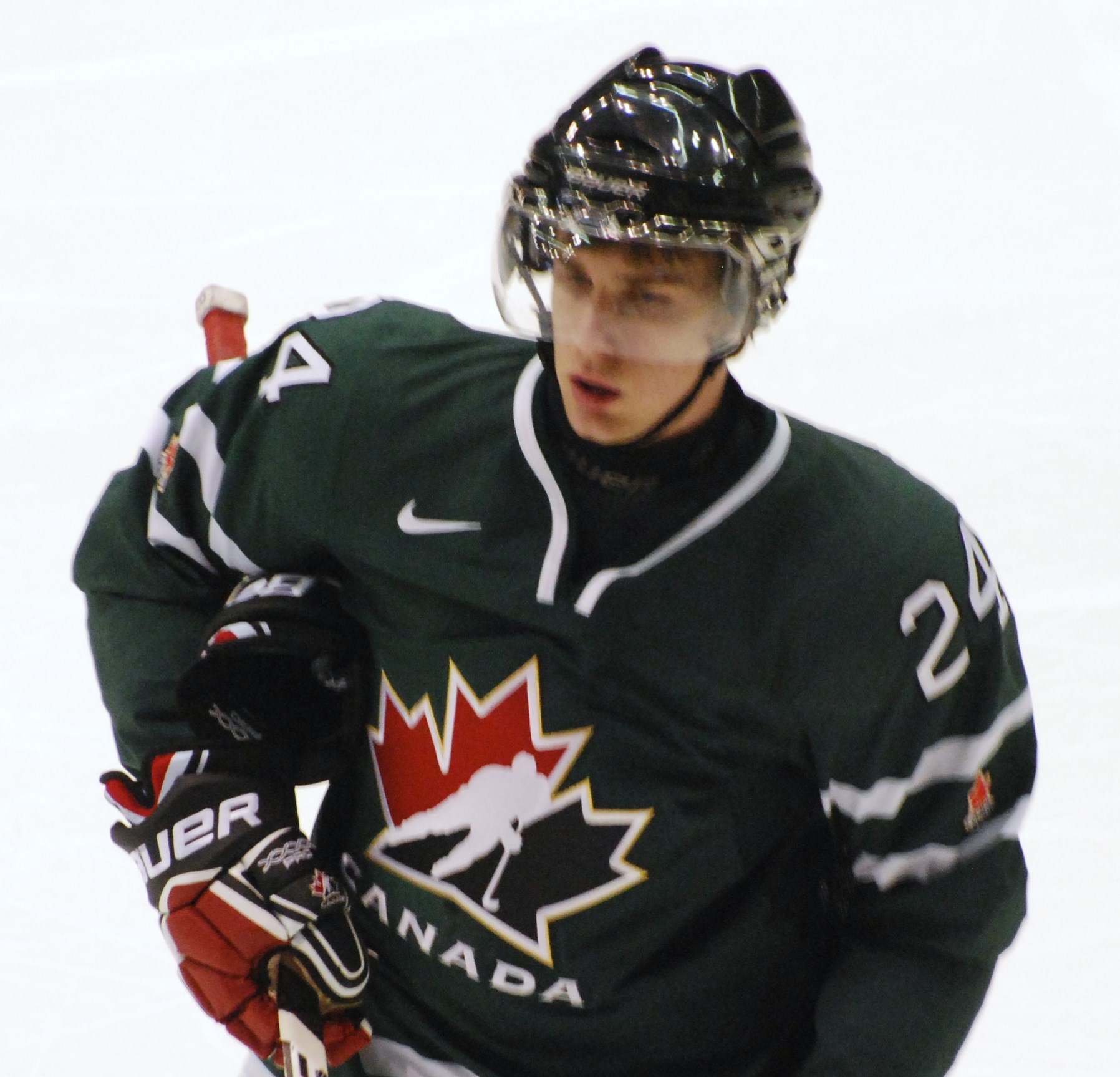
Calvin de Haan im Trikot der kanadischen Nationalmannschaft

Calvin de Haan vertrat sein Heimatland erstmals mit der kanadischen U18-Nationalmannschaft bei der U18-Junioren-Weltmeisterschaft 2009, bei der die Kanadier den vierten Platz belegten. Ihm gelangen dabei in sechs Partien ebenso viele Torvorlagen. Bei den U20-Junioren-Weltmeisterschaften 2010 sowie 2011 gewann er mit seiner Mannschaft nach Finalniederlagen gegen die US-amerikanische Nationalmannschaft (2010) und der russischen Auswahl (2011) die Silbermedaille.
Für die kanadische A-Nationalmannschaft debütierte de Haan bei der Weltmeisterschaft 2017 und gewann dort mit dem Team die Silbermedaille.

## Erfolge und Auszeichnungen
| - 2008 CJHL Rookie des Jahres - 2009 Teilnahme am OHL All-Star-Classic - 2009 Teilnahme am CHL Top Prospects Game | - 2009 OHL First All-Rookie-Team - 2012 Teilnahme am AHL All-Star Classic |

### International
- 2010 Silbermedaille bei der U20-Junioren-Weltmeisterschaft
- 2011 Silbermedaille bei der U20-Junioren-Weltmeisterschaft
- 2017 Silbermedaille bei der Weltmeisterschaft

## Karrierestatistik
Stand: Ende der Saison 2024/25

### International
Vertrat Kanada bei:
- U18-Junioren-Weltmeisterschaft 2009
- U20-Junioren-Weltmeisterschaft 2010
- U20-Junioren-Weltmeisterschaft 2011
- Weltmeisterschaft 2017

(Legende zur Spielerstatistik: Sp oder GP = absolvierte Spiele; T oder G = erzielte Tore; V oder A = erzielte Assists; Pkt oder Pts = erzielte Scorerpunkte; SM oder PIM = erhaltene Strafminuten; +/− = Plus/Minus-Bilanz; PP = erzielte Überzahltore; SH = erzielte Unterzahltore; GW = erzielte Siegtore; 1 Play-downs/Relegation; Kursiv: Statistik nicht vollständig)